# Taishi Nakagawa
Taishi Nakagawa (中川大志 Nakagawa Taishi?,  Tokio, Japón, 14 de junio de 1998) es un actor, presentador y modelo japonés. Es conocido por sus papeles de Kakeru Asuda en Kaseifu no Mita (2011) y Noboru Yoshikawa en el remake de Great Teacher Onizuka (2012).

## Carrera
Originalmente comenzó su carrera como actor infantil, pero debido a su crecimiento repentino, le dieron papeles más adultos para su edad real. Debutó en 2009 al interpretar al joven Ikki Sawamura en una recreación dramática del documental de televisión When I Was a Child, que cuenta con actores y actrices japoneses en su infancia. También apareció en varios dramas como Team Batista 2: General Rouge no Gaisen, Q10, Gō y Ohisama. Posteriormente protagonizó Kaseifu no Mita, siendo uno de los cuatro niños que lucha para sobrellevar la pérdida de su madre. 
En 2012, apareció en dramas como 13-sai no Hello Work, Blackboard: Yume y Taira no Kiyomori. Interpretó al estudiante intimidado Noboru Yoshikawa en el remake de 2012 de Great Teacher Onizuka. Su primer papel protagónico fue en la serie dramática de TV Asahi, Hana no Kanmuri, junto a Misako Renbutsu. También tuvo apariciones regulares como anfitrión en el programa infantil Oha Suta de TV Tokyo. Posteriormente, interpretó papeles fundamentales en el drama detectivesco Perfect Blue y en el drama de suspenso, Yakou Kanransha. En marzo de 2014, Nakagawa apareció en el drama Konya wa Kokoro Dake Daite, en el que retrata el papel de Toru Motomiya, el interés amoroso de la hija de la protagonista. Junto con Yūdai Chiba y Ryō Yoshizawa, fueron elegidos para aparecer en el drama Suikyu Yankees, también protagonizado por Yuto Nakajima y Kento Yamazaki; la historia se desarrolla en la escuela secundaria donde el tema central es el water polo. Más tarde ese mismo año, se reunió de nuevo con Yoshizawa para protagonizar a los estudiantes de Nube en la adaptación de Jigoku Sensei Nube.
En 2015, tomó el papel de Hiroshi en el filme de terror Ao Oni ver 2.0, basada en el juego homónimo que marcó su primer papel principal en una película. También tuvo su primer papel romántico en el drama Minami kun no Koibito: My Little Lover junto a Maika Yamamoto que fue la cuarta adaptación en vivo del manga Minami-kun no Koibito. También fue seleccionado como Kiyoshi Fujino en la adaptación en vivo del manga Prison School con Hirona Yamazaki y Aoi Morikawa.

## Filmografía

### Televisión
| Año  | Título                                                  | Papel                      | Cadena         | Notas                           |
| ---- | ------------------------------------------------------- | -------------------------- | -------------- | ------------------------------- |
| 2009 | When I was a Child                                      | joven Ikki Sawamura        | NHK BS-hi      | Drama documental                |
| 2010 | Team Batista 2: General Rouge no Gaisen                 | joven Hiroyuki Tsukada     | Fuji TV        | Episodio 3                      |
| 2010 | Q10                                                     |                            | NTV            | Episodio 4                      |
| 2011 | Gō                                                      | Mitsuchiyo Hosokawa        | NHK            | Episodio 34                     |
| 2011 | Ohisama                                                 | joven Haruki Sudo          | NHK            | Episodios 1 - 6, 15, 20         |
| 2011 | Kaseifu no Mita                                         | Kakeru Asuda               | NTV            |                                 |
| 2012 | 13-sai no Hello Work                                    | Junichi Mikami             | TV Asahi       |                                 |
| 2012 | Blackboard: Yume                                        | Kenji Yumioka              | TBS            | Drama especial                  |
| 2012 | Taira no Kiyomori                                       | joven Minamoto no Yoritomo | NHK            | Episodios 24 - 28               |
| 2012 | GTO 2012                                                | Noboru Yoshikawa           | Fuji TV        |                                 |
| 2012 | GTO Aki mo Oni Abar Supesharu!                          | Noboru Yoshikawa           | Fuji TV        | Especial de televisión          |
| 2012 | Hana no Kanmuri                                         | Sakura Hirai               | TV Asahi       | Papel principal, Drama especial |
| 2012 | Perfect Blue                                            | Shinya Morooka             | TBS            |                                 |
| 2013 | GTO New Year Special                                    | Noboru Yoshikawa           | Fuji TV        | Television SP                   |
| 2013 | Yakou Kanransha                                         | Shinji Takahashi           | TBS            |                                 |
| 2013 | GTO Final Volume - Farewell Onizuka! Graduation Special | Noboru Yoshikawa           | Fuji TV        | Especial de televisión          |
| 2013 | Doctors 2: The Ultimate Surgeon                         | Masaya Minagawa            | TV Asahi       | Episodio 3                      |
| 2014 | Konya wa Kokoro Dake Daite                              | Toru Motomiya              | NHK BS Premium |                                 |
| 2014 | Suikyu Yankees                                          | Kohei Shimura              | Fuji TV        |                                 |
| 2014 | Kindaichi Shonen no Jikenbo N (neo)                     | Koji Sanada                | NTV            | Episodio 1                      |
| 2014 | Hell Teacher Nube                                       | Hiroshi Tateno             | NTV            |                                 |
| 2015 | Replay & Destroy                                        |                            | TBS            | Episodio 4                      |
| 2015 | Prison School                                           | Kiyoshi Fujino             | TBS            | Papel principal                 |
| 2015 | Minami kun no Koibito - My Little Lover                 | Shunichi Minami            | Fuji TV        | Papel principal                 |
| 2016 | Sleepeeer Hit!                                          | Sho Otsuka                 | TBS            |                                 |
| 2016 | Sanada Maru                                             | Toyotomi Hideyori          | NHK            | Taiga drama                     |
| 2017 | Woman of the Crime Lab (Temporada 17)                   | Eiji Eto                   | TV Asahi       |                                 |
| 2017 | Detective Yugami                                        | Masaya Uchikoshi           | Fuji TV        |                                 |
| 2018 | Boys Over Flowers (Segunda temporada)                   | Tenma Hase                 | TBS            |                                 |
| 2018 | Kakegurui                                               | Manyuda Kaede              | TBS            |                                 |

### Películas
| Año  | Título                                     | Personajes        | Notas                                                |
| ---- | ------------------------------------------ | ----------------- | ---------------------------------------------------- |
| 2010 | Hanjirou                                   | Iwatora Miyata    |                                                      |
| 2015 | Ao Oni ver. 2.0                            | Hiroshi           | Papel principal                                      |
| 2015 | Tsuugaku Series Tsuugaku Densha            | Kou               |                                                      |
| 2015 | Tsuugaku Series Tsuugaku Tochu             | Kou               | Papel principal                                      |
| 2015 | Chibi Maruko-chan: Italia kara Kita Shōnen | Andrea            | Rol de voz                                           |
| 2016 | Zen'in Kataomoi                            | Jun Satake        | Papel principal, episodio 1: My Nickname is Butatchi |
| 2016 | Your Lie in April                          | Ryōta Watari      |                                                      |
| 2017 | Kyō no Kira-kun                            | Yuiji Kira        | Papel principal                                      |
| 2017 | ReLIFE                                     | Arata Kaizaki     | Papel principal                                      |
| 2018 | Kids on the Slope                          | Sentarō Kawabuchi |                                                      |
| 2018 | Rainbow Days                               | Tomoya Matsunaga  | Papel principal                                      |
| 2020 | Sonic, la película                         | Sonic             | Rol de voz (sustituyendo a Jun'ichi Kanemaru)        |
| 2022 | Sonic 2, la película                       | Sonic             | Rol de voz (sustituyendo a Jun'ichi Kanemaru)        |
| 2024 | Knuckles                                   | Sonic             | Rol de voz (sustituyendo a Jun'ichi Kanemaru)        |
| 2024 | Sonic 3, la película                       | Sonic             | Rol de voz (sustituyendo a Jun'ichi Kanemaru)        |

### Videos musicales
| Año  | Título       | Artista          |
| ---- | ------------ | ---------------- |
| 2013 | Pinky Santa  | Boyfriend        |
| 2015 | Itsuka Kitto | Naoto Inti Raymi |
| 2015 | Shoudou      | Haku             |
| 2016 | Together     | Naoto Inti Raymi |
| 2017 | Message      | Sonoko Inoue     |

### Libro de fotos
- Chi Yubo / Kitchen (18.03.2014) por Naoki Kimura